# Crocidosema
Crocidosema là một chi bướm đêm thuộc phân họ Olethreutinae, trong họ Tortricidae.

## Các loài
- Crocidosema accessa (Heinrich, 1931)
- Crocidosema apicinota (Turner, 1946)
- Crocidosema aporema (Walsingham, 1914)
- Crocidosema callida Meyrick, 1917
- Crocidosema calvifrons (Walsingham, 1891)
- Crocidosema cecidogena (Kieffer, 1908)
- Crocidosema compsoptila Meyrick, 1936
- Crocidosema cosmoptila Meyrick, 1917
- Crocidosema evidens (Meyrick, 1917)
- Crocidosema impendens Meyrick, 1917
- Crocidosema lantana Busck, 1910
- Crocidosema leprarum (Walsingham, in Sharp, 1907)
- Crocidosema longipalpana (Moschler, 1891)
- Crocidosema marcidellum (Walsingham, in Sharp, 1907)
- Crocidosema meridospila (Meyrick, 1922)
- Crocidosema orfilai Pastrana, 1964
- Crocidosema perplexana (Fernald, 1901)
- Crocidosema plebejana Zeller, 1847
- Crocidosema pollutana (Zeller, 1877)
- Crocidosema pristinana (Zeller, 1877)
- Crocidosema pyrrhulana (Zeller, 1877)
- Crocidosema roraria Meyrick, 1917
- Crocidosema sediliata (Meyrick, 1912)
- Crocidosema unica (Heinrich, 1923)
- Crocidosema venata Razowski & Wojtusiak, 2006
- Crocidosema veternana (Zeller, 1877)